# 김금숙 (만화가)

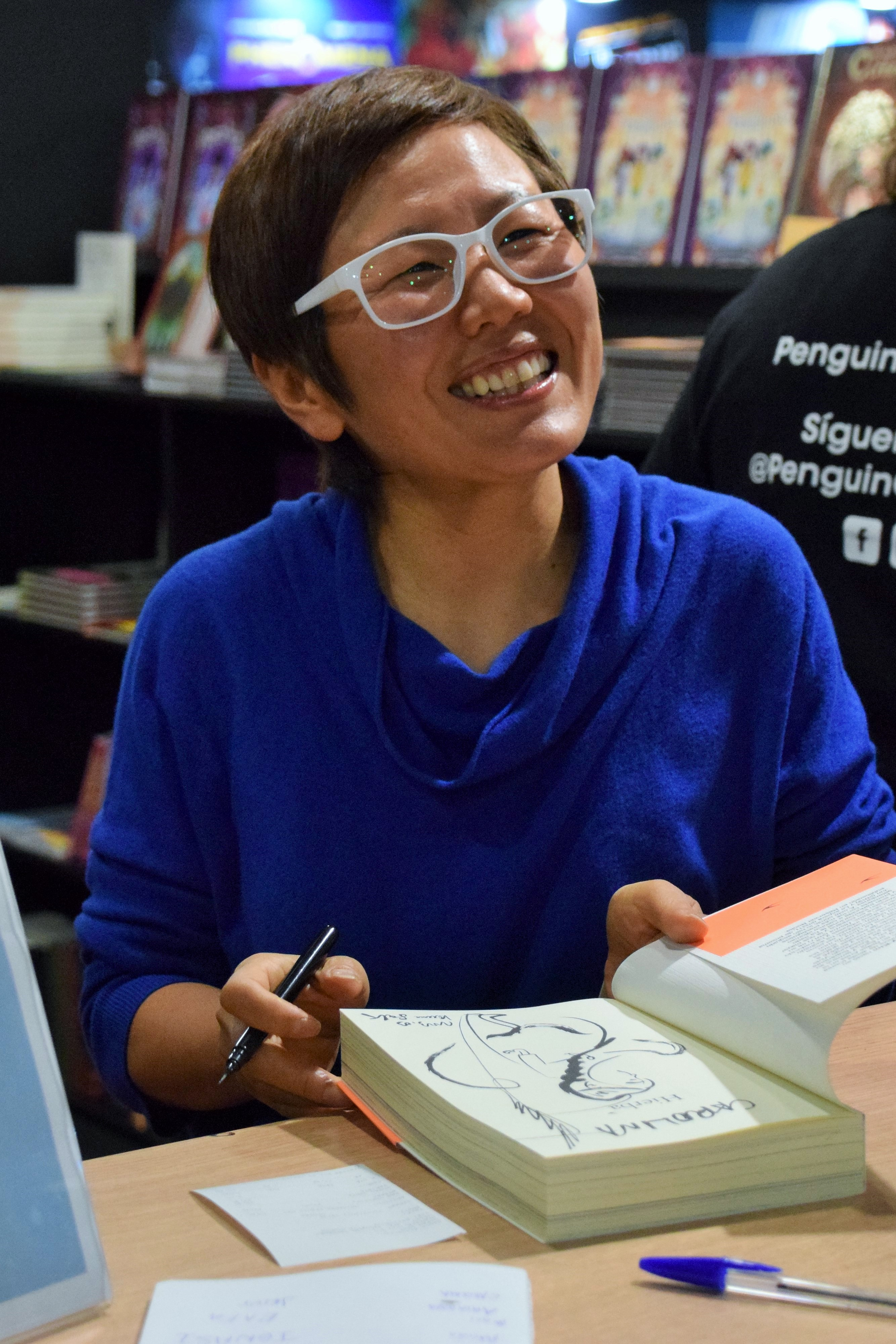

김금숙(金宗, 1971년~)은 하비상 수상자인 대한민국의 만화가이자 번역가이다. 현재 강화도에 거주하고 있다.

## 생애
김금숙은 전라남도 고흥군에서 태어났다. 어린 시절 경제적 이유로 가족과 함께 시골에서 서울로 이주했으며, 이 이야기는 그녀의 작품 "아버지의 노래(Le chant de mon père)"에 잘 묘사되어 있다. 1994년 한국을 떠나 파리 (프랑스)로 이주했다.
세종대학교에서 서양화를 전공하고 1998년 스트라스부르 장식미술학교에서 조소와 설치 미술을 전공하여 미술학을 전공했다. 1998년 졸업 후 1년 더 머물며 학업을 이어갔다. 같은 해 조교로 일하며 한국 교환학생들을 도왔고, 릴뤼르(Reliure) 과정(제본)에서 석사 학위를 취득했다.
1997년, 젠드리-김의 어머니는 파리에 잠시 머물렀을 때 6.25 전쟁 당시 언니와 헤어졌던 어머니의 이야기를 접하게 되었는데, 이 이야기는 후에 그녀의 소설 "기다림(The Waiting)"에 다시 등장하게 된다.
스트라스부르 장식예술학교를 졸업한 후, 그녀는 해외 전시와 레지던시 프로그램에 참여했지만 재정적으로 어려움을 겪었다. 그래서 한국 만화를 프랑스어로 번역하는 아르바이트를 시작하면서 만화 장르에 대한 관심을 키웠다. 금석 젠드리-김은 약 100권의 그래픽 노블을 번역했다.
금석 젠드리-김과 그녀의 남편 로익 젠드리는 프랑스에서 수년간 거주한 후 2011년 한국으로 이주했다.
2010년에 이미 몇 편의 단편 작품을 발표했고, 2012년에디시옹 사르바칸(Éditions Sarbacane)에서 자전적 만화책 《내 아버지의 노래(Le chant de mon père)》로 만화책에 데뷔했다.
2013년, 피해자들의 증언을 바탕으로 한 단편 만화책 "비밀"을 작업하던 중, 전쟁 중 성 노예인 '위안부'의 처지를 다룬 만화책을 쓰기로 결심했고, 그 결과 그녀의 수상작인 "풀"이 탄생했다.